# アカアシトキ
アカアシトキ（赤足朱鷺、学名:Pseudibis papillosa）は、ペリカン目トキ科に分類される鳥類の一種である。

## 分布
パキスタン西部から、インド、中国南部、ベトナムまで分布する。

## 形態
体長約68cm。頭部は黒色の皮膚が裸出しているが、後頭部は赤く皮膚はいぼ状になっている。頸から体の下面にかけてと背中は濃い褐色で、背中と肩羽は緑色の光沢がある。小雨覆に白色部分があり、静止時も飛翔時もよく目立つ。嘴は暗緑色で、脚は濃い桃色である。
幼鳥は頭部に褐色の短い羽毛が生えており、成鳥に比べて体色が褐色がかっている。

## 生態
耕地や荒地など、やや乾燥した環境に生息する。日中は番いもしくは小群で生活している。
主に昆虫類、ミミズなどを捕食する。また、植物の種子などの植物質の餌もかなりとる。
番いで繁殖し、樹上に営巣する。まれに小さなコロニーを形成する。1腹2-4個の卵を産み、雌雄共同で抱卵する。

## 亜種
以下の2亜種に分類される。
- Pseudibis papillosa papillosa  アカアシトキ

パキスタン西部からインド、ネパールにかけて分布する。基亜種。
- Pseudibis papillosa davisoni  カタジロトキ

ミャンマー中部からベトナムにかけて分布する。基亜種と比べると後頭部も黒く、後頭部から喉にかけての皮膚が灰青色で首輪状に見える。本亜種を独立種とする説もある。